# Riu Odense
El Riu Odense (danès: Odense Å) és un riu localitzat a l'illa de Funen, a la Dinamarca central. Té una longitud al voltant de 60 quilòmetres (37 mi) i passa per la ciutat d'Odense. Es poden llogar barques per navegar pel riu, oferint un passeig escènic a Fruens Bøge. Hi ha oferta de passeigs en barca fins a Carlslund, amb música de jazz alguns dissabtes durant l'estiu.
Durant l'Era dels vikings, la fortalesa Nonnebakken va assegurar la seva supremacia sobre el control del riu.